# Oshae Brissett

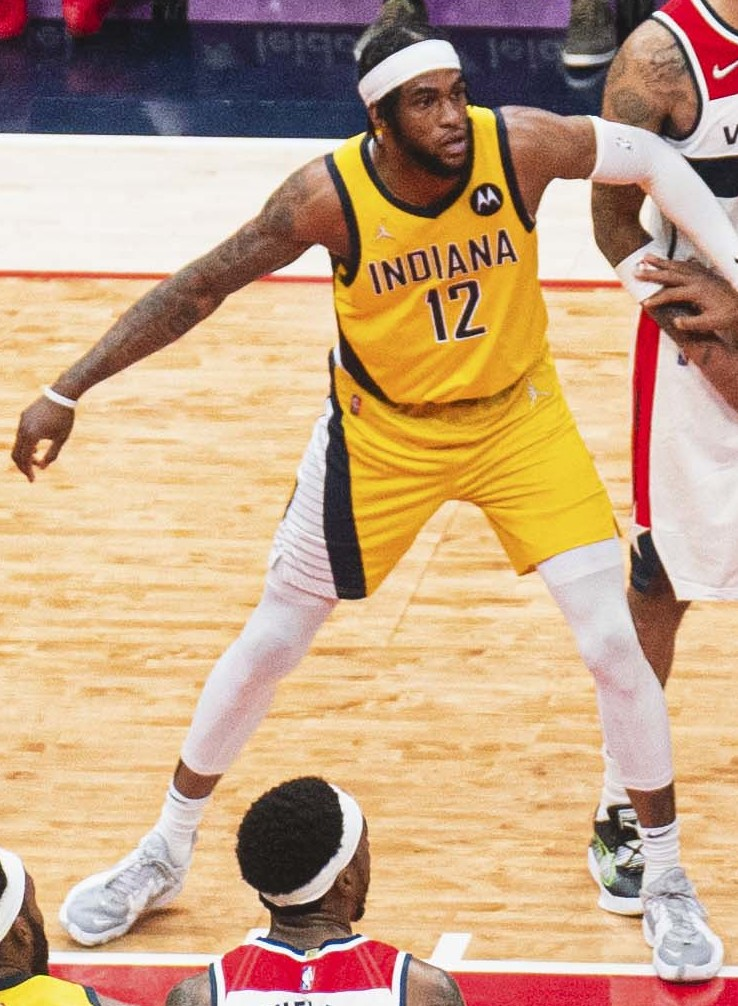
Oshae Brissett, 2022.

Oshae Jahve Brissett, född 20 juni 1998 i Toronto i Ontario, är en kanadensisk professionell basketspelare (PF/SF) som spelar för Philadelphia 76ers i National Basketball Association (NBA). Han har tidigare spelat för Toronto Raptors, Indiana Pacers och Boston Celtics.
Brissett blev aldrig NBA-draftad.
Innan han blev proffs studerade Brissett på Syracuse University och spelade för deras idrottsförening Syracuse Orange.